# 繩紋海鰶
繩紋海鰶為輻鰭魚綱鲱形目鲱科的其中一種，分布於西印度洋的波斯灣海域，體長可達11.6公分，生活習性不明。

## 擴展閱讀
維基物種上的相關：繩紋海鰶